# Doug Christie
Douglas Dale Christie (* 9. Mai 1970 in Seattle, Washington) ist ein US-amerikanischer Basketballspieler, der von 1992 bis 2007 in der NBA aktiv war.

## Laufbahn
Über das College Pepperdine kam er in die NBA und wurde im 1992er-Draft an 17. Stelle vom Verein seiner Heimatstadt, den Seattle SuperSonics ausgewählt. Diese transferierten ihn sofort weiter zu den Los Angeles Lakers, wo er seine ersten beiden Saisons verbrachte.
Nach der Spielzeit 1994/95 tradeten die Lakers ihn weiter nach New York. Dort bekam er unter Coach Pat Riley nur sehr wenig Spielzeit und die Knicks tradeten ihn nach nur 36 Spielen im New Yorker Dress und eineinhalb Jahren nach Toronto weiter. Dort schaffte er es, seine Fähigkeiten zu zeigen und erreichte in der Zeit von 1995 bis 1999 bei Toronto Karriere-Saison-Bestmarken in Punkteschnitt (16,5), Steals (2,5) und Rebounds (5,3) und entwickelte sich zu einem hervorragenden Ergänzungsspieler. Im Jahr 2000 tradeten ihn die Raptors dann zu den Sacramento Kings.
Durch seine konstant guten Defensivleistungen erzielte er in den Spielzeiten 2000/01 und 2001/02 einen Platz im NBA All-Defensive Second Team. Nach fünf erfolgreichen Jahren bei den Kings, mit denen er im Jahr 2002 die Western Conference Finals erreichte, tradeten ihn diese für Cuttino Mobley zu den Orlando Magic. Durch eine Knöchelverletzung verpasste er die letzten 24 Spiele der Spielzeit und brachte es nur auf für ihn unterdurchschnittliche 5,7 Punkte pro Spiel für Orlando.
Nach der Saison 2004/05 wurde er von Orlando durch die einmalige Amnesty Clause entlassen und als Free Agent von den Dallas Mavericks verpflichtet, von denen er jedoch nach nur sieben Saisonspielen entlassen wurde.
Am 31. Januar 2007 bekam Christie einen Zehntagesvertrag bei den Los Angeles Clippers, der anschließend nochmal um zehn weitere Tage verlängert wurde. Während des zweiten 10-Day-Contracts verließ Christie die Clippers.
Neben seiner Basketballkarriere ist er auch mit seiner Doku-Soap The Christies beschäftigt, in der er mit seiner Frau Jackie auftritt.